# Didier Ottinger
Pour les articles homonymes, voir Ottinger.
Didier Ottinger, né le 27 janvier 1957 à Nancy, est un spécialiste français de la peinture moderne et contemporaine.
Conservateur général du patrimoine, il est actuellement directeur adjoint, chargé de la programmation culturelle du musée national d'Art moderne-Centre de création industrielle (MNAM/CCI), au Centre national d'art et de culture Georges-Pompidou à Paris.

## Biographie

### Enfance et formation
Didier Ottinger, né le 27 janvier 1957 à Nancy, passe son enfance à La Courneuve en Seine-Saint-Denis. Son père, originaire de Lorraine où il a été salarié dans la sidérurgie, enseigne à l'École des arts et métiers et sa mère est assistante dans un cabinet dentaire.
Après ses études secondaires, Didier Ottinger, suit l'avis de ses parents en s'inscrivant en mathématiques supérieures, puis en école d'architecture. Mais la découverte inopinée de l'art contemporain lors d'un stage va avoir un impact fort sur son parcours. Il s'inscrit à l'université d'Aix-en-Provence en histoire de l'art dont il sort diplômé d'un DEA consacré au postmodernisme. Il acquiert une première expérience professionnelle aux musées de Marseille et de Saint-Étienne.

### Parcours
En 1985, Didier Ottinger participe à la création de la revue Noise, qui confronte arts plastiques et littérature. Pour le numéro 1, publié en mai 1985, le directeur de la publication est Adrien Maeght et les rédacteurs sont Pierre Antonuicci, Aki Kuroda et lui-même. Il participe également aux n° 2, paru en 1985, et 3, paru en janvier 1986.
En 1987, il est lauréat du concours de l'Institut national du patrimoine et est nommé conservateur territorial du patrimoine.
Cette même année, il rencontre Didier Semin et, en 1988, prend sa suite à la direction du musée des Sables-d'Olonne. Son passage est remarqué, il y montre un goût certain pour la peinture et monte ses premières expositions comme « Pictographes : l'esthétique de l'icône au XXe siècle » mais également des expositions monographiques sur Georg Baselitz, Philip Guston et Max Beckmann. C'est également pour lui l'occasion de souligner son intérêt pour des artistes moins consensuels comme, en mai-juin 1991, « Georges Bataille : une autre histoire de l'œil ».
En 1996, il rejoint le musée national d'Art moderne – Centre Pompidou. Il y organise des expositions particulièrement remarquées telles que celles sur Beckmann (2002-2003), Jean Hélion (2004-2005), « Le Futurisme à Paris, une avant-garde explosive » (2008-2009), « Le Surréalisme et l’objet. La sculpture au défi » (2013), « Magritte. La Trahison des images » (2016), David Hockney (2017) ou encore « Bacon en toutes lettres » (2019).
En 2005, il est conservateur invité par le Museum of Modern Art de New York.

#### Promotions
Didier Ottinger, par le décret 10 avril 2013, est intégré dans le corps des conservateurs du patrimoine et le 8 juillet 2015, au grade de conservateur général du patrimoine.
En 2013, il est nommé directeur adjoint chargé de la programmation culturelle du Musée national d'Art moderne-Centre de création industrielle (MNAM/CCI) au Centre national d'art et de culture Georges-Pompidou à Paris.

### Décoration
- 2012 : Officier de l'ordre des Arts et des Lettres[7]

## Commissariat - catalogues d'expositions
- Albert Marquet aux Sables d'Olonne 1921-1933 : novembre 1989-janvier 1990 (avec des textes de Hector Obalk et Marc Sandoz), coll. « Cahiers de l'Abbaye Sainte-Croix » (no 64), octobre 1989, 32 p. (BNF 35441616)
- Chevalier (de) : Peter Chevalier peintures dessins 1989-1990 : février-avril 1990, Musée, coll. « Cahiers de l'Abbaye Sainte-Croix » (no 65), janvier 1990, 30 p. (BNF 35530626)
- Bioulès : Vincent Bioulès rétrospective de l'œuvre graphique 1957-1990 : 21 avril-3 juin 1990 (avec des textes de Philippe Dagen, Catherine et Stéphane Guégan), coll. « Cahiers de l'Abbaye Sainte-Croix » (no 66), avril 1990, 47 p. (BNF 35530631)
- Baselitz : Georg Baselitz Image : 16 juin-16 septembre 1990 (avec un texte de Yves Kobry et Éric Darragon), coll. « Cahiers de l'Abbaye Sainte-Croix » (no 67), mai 1990, 45 p. (BNF 35530643)
- Gervais : Pierre-Yves Gervais : peintures et gravures récentes : octobre 1990-janvier 1991, coll. « Cahiers de l'Abbaye Sainte-Croix » (no 68), 1991, 24 p.
- Bataille : Georges Bataille une autre histoire de l’œil : mars-juin 1991 (avec des textes de Michel Surya, Chaké Matossian, Daniel Dobbels, Jean-Michel Alberola, Jacques Henric, Jean-Louis Baudry, Bernard Marcadé et Sylvia Colle-Lorant, et des œuvres de Jean-Michel Alberola, Francis Bacon, Balthus, Hans Bellmer, Vincent Corpet, Max Ernst, Jean Fautrier, Alberto Giacometti, Pierre Klossowski, Willem de Kooning, André Masson, Joan Miró, Malcolm Morley, Pablo Picasso, François Rouan, et Dorothea Tanning), coll. « Cahiers de l'Abbaye Sainte-Croix » (no 69), février 1991, 110 p. (BNF 35530622)
- Étienne-Martin : Dessins - Sculptures : 29 juin-30 septembre 1991 (avec un texte de Dominique Le Buhan et un entretien entre Étienne Martin et Emmanuelle Chevrière), coll. « Cahiers de l'Abbaye Sainte-Croix » (no 70), 1991, 38 p. (BNF 35530677)
- Les pictographes : l'esthétique de l'icône au XXe siècle : mai-août 1992, coll. « Cahiers de l'Abbaye Sainte-Croix » (no 71), 1991, 136 p. (BNF 35530680)
- Vagues : Charles Lapicque et l'abstraction : octobre 1992-janvier 1993, coll. « Cahiers de l'Abbaye Sainte-Croix » (no 72), 1992, 48 p. (BNF 35555535)
- Les Chaissac de Dubuffet : Gaston Chaissac dans les collections du Musée de l'art brut de Lausanne : 30 janvier-16 mai 1993, coll. « Cahiers de l'Abbaye Sainte-Croix » (no 73), 1993, 32 p. (BNF 36199059)
- Gaston Chaissac, une collection : 30 janvier-16 mai 1993, coll. « Cahiers de l'Abbaye Sainte-Croix » (no 74), 1993, 28 p. (BNF 36199060)
- Haptisch : la caresse de l'oeil : 3 juillet-30 septembre 1993 (textes de Gérard Simon, Daniel Bougnoux, Stéphane Guégan, Paul-Armand Gette, Bernard Lamarche-Vadel et al. - 57 œuvres, de Marcel Duchamp, Yves Klein, Pablo Picasso, Claude Viallat, etc.), coll. « Cahiers de l'Abbaye Sainte-Croix » (no 75), 1993, 159 p. (BNF 36199058)
- Max Beckmann : gravures, 1911-1946 : exposition rétrospective de l'œuvre gravé, 12 mars-5 juin 1994 (textes par Andreas Franzke (de), Klaus Gallwitz (de), Cornelia Geritzen, et al.), Réunion des musées nationaux et musée de l'abbaye Sainte-Croix des Sables-d'Olonne, 1994, 204 p. (BNF 35736378, SUDOC 003470857)
- Philip Guston (1913-1980) : œuvres sur papier, 1975-1980 : 24 juin-30 septembre 1995, coll. « Cahiers de l'Abbaye Sainte-Croix » (no 78), 222 p. (BNF 35863623, SUDOC 007371160)

### Suite
- 1995 : Identity and Altérity : Figures of the Body 1895/1995, centenaire de la Biennale de Venise, commissaire associé[c]
- 1996 : Magritte, musée des beaux-arts de Montréal
- 1996-1997 : Les Péchés capitaux, sept expositions, Paris, musée national d'Art moderne, Centre Pompidou
- 1997 : Biennale de São Paulo, commissaire associé
- 1999 : David Hockney. Espace/Paysage, musée national d’art moderne, Centre Pompidou, Paris
- 1999 : David Hockney. Dialogue avec Picasso, Musée Picasso, Paris
- 1999 : Primitive Passion, Palais des papes d'Avignon
- 1999 : La Collection du Centre Pompidou. Un parcours au musée d’Art moderne de la Ville de Paris, musée d'Art moderne de la ville de Paris
- 1999-2000 : Cosmos. Du romantisme à l’avant-garde, commissaire associé[c], Montréal, musée des Beaux-Arts ; Barcelone, Centre de Cultura contemporània ; Venise, Palazzo Grassi
- 2000 : Richard Hamilton-Marcel Duchamp. Eau et gaz à tous les étages, Paris, musée national d'Art moderne, Centre Pompidou
- 2000 : Philip Guston. Peintures 1947-1979, Paris, musée national d'Art moderne, Centre Pompidou
- 2001 : Primitive Passion », Avignon, Palais des Papes, 21 mai- 1er novembre ; « Gilles Aillaud : la jungle des villes », Monaco, Salle du quai Antoine
- 2002-2003 : Beckmann, Paris, musée national d'Art moderne, Centre Pompidou, Galerie 1 ; Londres, Tate Modern ; New York, MoMA
- 2003-2004 : Chimères, monstres et merveilles. De la mythologie aux biotechnologies, Monaco, Salle du quai Antoine
- 2004 : La Grande Parade. Portraits de l’artiste en clown, commissaire associé[c], Paris, Galeries nationales du Grand Palais ; Ottawa, musée des beaux-arts du Canada
- 2004-2005 ; Jean Hélion, Paris, Musée national d’art moderne, Centre Pompidou ; Barcelone, Museu Picasso ; New York, National Academy Museum
- 2008 : Les Années 1930 : la fabrique de « l’homme nouveau », membre du comité scientifique, Ottawa, musée des Beaux-Arts du Canada
- 2008-2009 : Le Futurisme à Paris, une avant-garde explosive, Paris, Musée national d’art moderne, Centre Pompidou, Galerie 1 ; Rome, Scuderie del Quirinale ; Londres, Tate Modern
- 2009 : La Force de l’art 2 (situation de l’art contemporain en France), Paris, Nef du Grand Palais
- 2009 : Arcadie, Séoul (Corée), Musée d’Art modernede Séoul ; Taïpei, Musée d’art moderne de Taïpei.
- 2010 : Dreamlands, Paris, Musée national d’art moderne, Centre Pompidou, Paris, Galerie 1.
- 2011 : Le Surréalisme, Tokyo, The National Art Center ; « Surrealism. The Poetry of Dreams », Brisbane
- 2012 : Le Surréalisme et l’objet. La sculpture au défi, Paris, musée national d'Art moderne, Centre Pompidou, Galerie 1 ; Washington, Hirshhorn Museum of Sculpture Garden
- 2013 : Edward Hopper , Paris, Galeries Nationales du Grand Palais
- 2013 : Le Surréalisme et l’objet. La sculpture au défi, Centre Pompidou
- 2013 : Electric Fields. Surrealism and Beyond, Power Station of Art, Shangaï
- 2015 : Picasso mania, Paris, Galeries nationales du Grand Palais
- 2016 : René Magritte, La Trahison des images, Centre Pompidou (reprise par la Schirn Kunsthalle Frankfurt)
- 2017 : Rétrospective David Hockney, Centre Pompidou (collaboration Tate Gallery Londres, Métropolitan Museum New York)
- 2018 : 1929 : Le Surréalisme en crise, Palazzo Blu, Pise (11 oct. - 17 février 2018), Galerie nationale hongroise, Budapest (27 juin - 20 oct. 2019), Dali Museum Saint Petersburg Floride (23 novembre 2019 - 9 avril 2020).
- 2019 : Bacon en toutes lettres, Centre Pompidou (reprise Museum of Fine Arts Houston Texas)
- 2021 : Abstraction et Calligraphie : Voies d’un langage universel, Louvre Abu Dhabi, Émirats arabes unis
- 2021 : Surréalisme et Mythologies, Hong Kong Museum of Art
- 2021 : Magritte-Renoir. Le surréalisme en plein soleil, musée de l’Orangerie, Paris
- 2021 : Georgia O'Keeffe, Centre Pompidou, Paris (collaboration avec le musée national Tyssen, Madrid, Espagne et la Fondation Beyeler, Bâle)
- 2022 : Picasso en son siècle, Galerie National de Victoria, Melbourne, Australie (collaboration Centre Pompidou, musée national Picasso Paris)
- 2024 : Surréalisme, Centre Pompidou, Paris

## Publications

### Ouvrages
(Ordre chronologique.)
- Philippe Hortala : peintures et dessins, 1987-1988 (avec Alain Mousseigne), Musée Toulouse, 1988, 31 p. (SUDOC 02296293X).
- Les Victor Brauner de la collection de l'Abbaye Sainte-Croix : février-avril 1991 (avec Charline Lépingle et Didier Semin), Musée Sables-d'Olonne, 126 p. (SUDOC 007074468)
- Francis Bacon : la figure en filigrane, Paris, L’Échoppe, 1996
- La Trahison de Philip Guston, Paris, L’Échoppe, 2000
- Duchamp sans fin, essais, éditions de l'Échoppe, 2000  (ISBN 284068117X), 46 p.
- Marcel Duchamp dans les collections du Centre Pompidou, Musée national d’art moderne, Paris, Éditions du Centre Pompidou, 2001
- Max Beckmann, Album, Les Cahiers du musée national d'Art moderne, Éditions du Centre Pompidou, 2002  (ISBN 2844261434) 60 p.
- Le Surréalisme et la mythologie moderne : les voies du labyrinthe d'Ariane à Fantômas, Art et Artistes, Gallimard, 2002  (ISBN 2070764559), 160 p.
- Beckmann en eaux troubles, Paris, L’Échoppe, 2003
- Francis Picabia dans les collections du Centre Pompidou, Musée national d’art moderne, Paris, Éditions du Centre Pompidou, 2003
- La Grande Citrouille de Jean Hélion, Paris, Éditions du Centre Pompidou, 2004
- Nom d'une Pipe ! Ou comment Magritte rêva d'expédier Hegel, essai, éditions de l'Échoppe, 2006  (ISBN 284068179X)
- Philippe Mayaux : à mort l’infini, Paris, Éditions du Centre Pompidou, 2007
- Hypothèses élémentaires sur L'Origine du monde : Courbet, Masson, Duchamp, essai, éditions de l'Échoppe, 2008  (ISBN 2840682052)
- Le monde renversé de Chagall. Sens dessus-dessous, Actes Sud, 2010  (ISBN 978-2-7427-9093-7)
- Le Surréalisme, Paris, Éditions du Centre Pompidou, 2011
- Notes et documents. Les écrits d’Edward Hopper, Paris, L’Échoppe, 2012
- Hopper : ombre et lumière du mythe américain, Paris, Éditions Gallimard, coll. « Découvertes Gallimard/Arts » (no 585), 2012
- Picasso.mania, Paris, Éditions Gallimard, coll. « Découvertes Gallimard Hors série », 2015  (ISBN 978-2070106899)
- Apollinaire. Le regard du poète, Paris, Gallimard, 2016  (ISBN 978-2070179152)
- Magritte. La trahison des images, Paris, Éditions du Centre Pompidou, 2016  (ISBN 978-2844267313)
- David Hockney, Paris, Éditions du Centre Pompidou, 2017  (ISBN 978-2844267795)
- Georgia O'Keeffe, Paris, Éditions du Centre Pompidou, 2021  (ISBN 978-2844269003)
- George Condo. Humanoïdes, Paris, Flammarion, 2023  (ISBN 978-2080414793)
- Surréalisme (avec Marie Sarré), Paris, Éditions du Centre Pompidou, 2024  (ISBN 978-2844269881)

### Articles
(Ordre chronologique.)
- avec A. Maeght (dir.), Pierre Antonuicci, Aki Kuroda et al., « Textes » (Textes et lithographies originales), Noise (revue), nos 1, 2 et 3,‎ mai 1985, 1985 et janvier 1986.
- « Portrait, Mask, Hood. Otto Dix, Jean Hélion, Philip Guston », Identity and Alterity. Figures of theBody 1895/1995 (centenaire de la Biennale de Venise), Venise, Edizioni La Biennale, 1995, p. 53-57.
- « Apocalyspe now ? », Robert Morris 1961-1964 (cat. d’exposition), Paris, Éditions du Centre Pompidou, 1995, p. 329-339
- « Spirales », Les Cahiers du musée national d'Art moderne, Paris, no 58, hiver 1996, p. 131-137.
- « Les Péchés capitaux. Essai frivole de transmutation des valeurs », Les Péchés capitaux, Paris, Éditions du Centre Pompidou, 1996, p. 12-39.
- « Les exercices spirituels de René Magritte », Magritte (cat. d’exposition), Montréal, Musée des Beaux-Arts, 1996, p. 13-29.
- « Artistes en exil et intégration culturelle », Beaux-Arts, Paris, no 158, juillet 1996.
- « Raysse ou le désenchantement du monde », Martial Raysse : chemin faisant, frère Crayon et sainte Gomme (cat. d’exposition), Paris, Éditions du Centre Pompidou, 1997.
- « Isolateur et coupe-circuit. Documents ou l’apprentissage surréaliste de la dialectique », Les Temps modernes, Paris, no 602, décembre 1998-janvier 1999.
- « Polarités », La Collection du Centre Pompidou : un parcours au Musée d’Art Moderne de la Ville de Paris (cat. d’exposition), Paris, Éditions du Centre Pompidou/Paris-Musées, 1998, p. 10-15.
- « Narrativa i misteri », Magritte, Barcelone, Fundació Joan Miró, 1998.
- « Kitaj, la vie en bleu », La Revue des Musées de France. Revue du Louvre, Paris, no 1, 1997.
- « Revoir le cubisme », David Hockney, Dialogue avec Picasso (cat. d’exposition), Paris, Éditions de la Réunion des Musées Nationaux, 1999, p. 11-22.
- « Peindre contre un ravin », Philip Guston. Peintures 1947-1979 (cat. d’exposition), Paris, Éditions du Centre Pompidou, 1999, p. 11-17.
- « Cosmologies contemporaines », Cosmos. Du romantisme à l’avant-garde (cat. d’exposition), Paris, Éditions Gallimard, 1999, p. 282-287.
- « Masson, Bataille: in the Night of the Labyrinth », André Masson: the 1930’s (Floride), Salvador Dalí Museum, 1999.
- « De la profanation moderne des images », Primitive Passion (cat. d’exposition), Avignon, Palais des Papes, 1999, p. 22-27.
- « Éros perspectiviste. La perspective inversée dans la peinture de David Hockney », David Hockney.
- Espace/Paysage (cat. d’exposition), Paris, Éditions du Centre Pompidou, 1999, p. 15-28 // David Hockney : Exciting Times are Ahead (cat. d’exposition), Kunst- und Ausstellungshalle der Bundesrepublik Deutschland, 1er juin-23 septembre 2001, p. 11-20.
- « Isolateur et court-circuit : “Documents” ou L'apprentissage surréaliste de la dialectique », dans « Georges Bataille », Les Temps Modernes, no 602, Paris, Gallimard, décembre 1998 - janvier-février 1999.
- « Marcel Duchamp. Neuf moules malics », La Revue des Musées Nationaux. Revue du Louvre, Paris, no 1, 2000.
- « Otto Dix. Erinnerung an die Spiegelsäle von Brüssel », La Revue des Musées Nationaux. Revue  du Louvre, Paris, no 1, 2000.
- « Le Stropiat de René Magritte ou la peinture avec un grand pet », Les Cahiers du musée national d'Art moderne, Paris, no 71, printemps 2000, p. 94-103.
- « Dresseur d’animaux (1923) de Francis Picabia », Les Cahiers du musée national d'Art moderne, Paris, no 72, été 2000, p. 94-103.
- « Le secret de la Section d’or. Maurice Princet au pays de la quatrième dimension », La Section d’or, 1912, 1920, 1925 (cat. d’exposition), Paris, Éditions du Cercle d’art, 2000.
- « Dresseur d’animaux (1923) de Francis Picabia », Les Cahiers du musée national d'Art moderne, Paris, no 72, été 2000, p. 94-103.
- « Jean-Michel Sanejouand ou l’éloge de l’irréductibilité », Jean-Michel Sanejouand (cat. d’exposition), Tours, École supérieure des Beaux-Arts, 2000.
- « Les secrets de famille de Philippe Perrot », Artpress, Paris, no 254.
- « Il faut rendre grâce à la photographie », Artpress, Paris, no 258.
- « Masson et Bataille dans la nuit espagnole », Paris-Barcelone. De Gaudí à Miró  (cat. d’exposition), Paris, Éditions de la Réunion des Musées nationaux, 2001, p. 444-457.
- « Comme un poisson (rouge ?) dans l’eau. Gilles Aillaud ou la dialectique de l’image », Gilles Aillaud : la jungle des villes (cat. d’exposition), Arles, Actes Sud, 2001, p. 7-18.
- « Le somnambulisme lucide de Max Beckmann », Beckmann (cat. d’exposition), Paris, Éditions du Centre Pompidou, 2002, p. 17-29.
- « Comment New York vola l’idée surréaliste du mythe moderne (et retour) », La Révolution Surréaliste (cat. d’exposition), Paris, Éditions du Centre Pompidou, 2002, p. 412-419.
- « Guillaume Tell : la fabrique du mythe par Salvador Dalí », Les Cahiers du musée national d'Art moderne, Paris, no 83, printemps 2003, p. 80-89.
- « Chimères », Chimères (cat. d’exposition), Arles, Actes Sud, 2003, p. 9-13.
- « Quand reverdit l’acacia (surréalisme et inspiration chimérique », Chimères (cat. d’exposition), Arles, Actes Sud, 2003, p. 59-63.
- « Le Grand jeu et le surréalisme français », Grand Jeu et surréalisme. Reims Paris Prague (cat. d’exposition), Musée des Beaux-Arts de Reims/Éditions Ludion, 2003, p. 54-69.
- « Hélion ou l’art de l’éloquence », Jean Hélion (cat. d’exposition), Paris, Éditions du Centre  Pompidou, 2004, p. 16-27.
- « André Masson en el filo de la navaja », André Masson, 1896-1987 (cat. d’exposition), Madrid, Museo nacional de Arte Reina Sofia, 2004, p. 61-76.
- « Le cirque de la cruauté. Portrait du clown contemporain en Sisyphe », La Grande Parade. Portraits de l’artiste en clown (cat. d’exposition), Paris, Éditions Gallimard/Musée des Beaux-Arts d’Ottawa, 2004, p. 35-45.
- «The Cosmologies of André Masson », André Masson : a Mythology of Nature (cat. d’exposition), Künzelsau, Museum Würth, 2004.
- « Salvinio ou la métaphysique joyeuse », L’Art italien de la Metafisica (cat. d’exposition), Arles, Actes Sud/Musée de Grenoble, 2005.
- « Dada est-il soluble dans le surréalisme ? Breton/Tzara », Les Cahiers du musée national d'Art moderne, Paris, no 102, hiver 2007-2008, p. 64-77.
- « Le sourire du chat de Schoninger », Philippe Mayaux, Éditions du Centre Pompidou, 2007, p. 34-44.
- « Cubisme + futurisme = cubofuturisme », Le Futurisme à Paris, une avant-garde explosive (cat. d’exposition), Paris, Éditions du Centre Pompidou, 2008, p. 20-41.
- « La vie déformante », Les Années 1930 : la fabrique de « l’homme nouveau »  (cat. d’exposition), Paris, Éditions Gallimard, 2008, p. 92-99.
- « L’Adoration du veau de Francis Picabia entre au Musée national d’art moderne », La Revue des Musées de France. Revue du Louvre, Paris, juin 2008, p. 100-103.
- « Mutations de l’art contemporain en zone de climat tempéré », La Force de l’art (cat. d’exposition), Paris, 2009, p. 10-17.
- «Le communisme esthétique d’Andy Warhol », Le Grand Monde d’Andy Warhol  (cat. d’exposition), Paris, Éditions de la Réunion des Musées Nationaux, 2009, p. 39-47.
- « Jeu de massacre, Picasso chez les pieds nickelés », George Condo. La civilisation perdue  (cat. d’exposition), Paris, Éditions de la Réunion des Musées Nationaux, 2009, p. 21-29.
- « Arcadie : ligne de partage du temps », Arcadie, Séoul, Musée d’art moderne // Taïpei (Taïwan).
- « Der surrealismus vor den toren Moskaus », Surrealism  – Prag,  (cat. d’exposition), am Rhein, 2009, p. 24-31.
- « Tragédies urbaines », Un nomade à Paris, André Masson (cat. d’exposition), Paris, Musée du Montparnasse, 2010-2011, p. 44-45.
- « Dreamlands », Dreamlands (cat. d’exposition), Paris, Éditions du Centre Pompidou, 2010, p. 17-35.
- « Le chaman et l’ingénieur, Carsten Höller et la mycologie sacrée », Les Cahiers du musée national d'Art moderne, Paris, no 118, hiver 2011-2012.
- « Le surréalisme », Surréalisme (cat. d’exposition), Tokyo, National Art Center, 2011, p. 269-273.
- « Gradiva, un chef-d’œuvre d’André Masson entre au Musée national d’art moderne », La Revue des Musées de France. Revue du Louvre, Paris, no 4, oct. 2011, p. 97-104.
- « Le Surréalisme dans les collections du Musée national d’art moderne », Surrealism. The Poetry of Dreams (cat. d’exposition), 2011, p. 37-41.
- « Le Mur d’André Breton », Surrealism. The Poetry of Dreams, Brisbane, Queensland  Art Gallery, 2011, p. 29-35.
- « Le réalisme transcendantal d’Edward Hopper », Hopper (cat. d’exposition), Paris, Éditions de la Réunion des Musées Nationaux, 2012, p. 20-51.
- « Surrealismo », Surrealismo. Vasos communicantes (cat. d’exposition), Mexico, Museo  nacional del Arte, 2012, p. 69-95.
- « Le triomphe paradoxal du futurisme à l’“Armory Show” » (catalogue de l’exposition centennale), New York, Historical Society, 2013.

### Préfaces et autres
- Galerie Maeght, Broto (es) (catalogue d'exposition), Paris, Galerie Adrien Maeght, 1986 (SUDOC 023515163).
- Les Sonnets luxurieux : Pierre l'Arétin (présentation avec Paul Larivaille ; dessins de Vincent Corpet), Paris, Deyrolle, 1990, 117 p. (BNF 36203544).